# Thủ tướng Montenegro
Thủ tướng Montenegro (Tiếng Montenegro: Premijer Crne Gore), tên chính thức Chủ tịch Chính phủ Montenegro (Tiếng Montenegro: Предсједник Владе Црне Горе) là người đứng đầu Chính phủ Montenegro. Vai trò của Thủ tướng là điều hành chính phủ Montenegro, đệ trình các kế hoạch của Chính phủ lên Quốc hội thảo luận, bao gồm cả danh sách các thủ tướng được chính phủ đề xuất. Việc thủ tướng Montenegro từ chức sẽ mở đường cho việc giải thể Chính phủ nước này.
Ngày 4 tháng 12 năm 2020, sau chiến thắng của liên minh đối lập của Montenegro trước đảng Xã hội Dân chủ Montenegro trong cuộc bầu cử Quốc hội Montenegro năm 2020, Zdravko Krivokapić được nội các mới của Montengro bầu giữ chức Thủ tướng nước này thay cho ông Duško Marković.

## Lịch sử chức danh
Chính phủ đầu tiên của Montenegro được lập ra vào ngày 20 tháng 3 năm 1879, lúc này Montenegro vẫn còn đang là một Công quốc thuộc đê quốc Otttoman. Tên gọi đầu tiên của người đứng đầu chính phủ lúc ban đầu này là Chủ tịch Hội đồng Bộ trưởng. Vào ngày 28 tháng 10 năm 1910, Montenegro tự mình tuyên bố là một vương quốc. Cả khi là một Công quốc lẫn cả khi là một vương quốc, các chủ tịch thường bị phụ thuộc vào ý muốn của Thân vương (sau là vua) Nikola I và ít có ảnh hưởng gì quan trọng cho nền chính trị Montenegro.
Trong thế chiến thứ nhất, sau khi Montenegro bị phe Trung Tâm chiếm đóng, chính phủ Montenegro buộc phải ra nước ngoài hoạt động. Sau này, khi thế chiến đầu tiên kết thúc và việc Đại hội nghị của dân tộc Serb tại Montenegro (Còn gọi tắt là Hội nghị Podgorica) nhóm họp và quyết định sát nhập Montenegro vào cùng với Serbia, thì Nikola I đã buộc phải bổ nhiệm các thủ tướng  trong cảnh lưu vong (vì đã thất bại trong việc được chọn làm vua Nam Tư - điều mà Nikola mong muốn trước đó, thậm chí là cho đến lúc mất năm 1921). Một năm sau đó, chính phủ Montenegro bị giải thể.
Trong quá trình giải phóng của những người cộng sản Nam Tư, chính quyền Montenegro được thiết lập một cách tạm thời vào ngày 7 tháng 3 năm 1945. Vào ngày 17 tháng 4 sau này, chính phủ Nam Tư chính thức thành lập chính phủ Montenegro, với chức Thứ trưởng đứng đầu, có nhiệm vụ thiết lập một nền chính trị mang quyền lực thực sự ở quốc gia này thời hậu chiến. Sau đó, các tên gọi  cho người điều hành chính phủ tại Montenegro có thêm những lần điều chỉnh, cụ thể là từ Thủ tướng (tới trước 4 tháng 2 năm 1953) đến Chủ tịch Hội đồng Hành pháp (cho tới trước 15 tháng 1 năm 1991) và trở lại chức Thủ tướng (từ 1991 cho đến hiện tại).

## Danh sách các thủ tướng Montenegro

### Thời kỳ quân chủ
Xem thêm: Công quốc Montenegro và Vương quốc Montenegro
      Đảng vì Nhân dân Chân chính       Đảng Nhân dân       Trung lập
| Người đứng đầu chính phủ          | Người đứng đầu chính phủ   | Tên (năm sinh - năm mất)                   | Nhiệm kỳ làm việc          | Nhiệm kỳ làm việc          | Nhiệm kỳ làm việc          | Đảng phái chính trị         |
| Người đứng đầu chính phủ          | Người đứng đầu chính phủ   | Tên (năm sinh - năm mất)                   | Bắt đầu nhiệm sở           | Kết thúc nhiệm sở          | Thời gian tại nhiệm        | Đảng phái chính trị         |
| Thân vương quốc Montenegro        | Thân vương quốc Montenegro | Thân vương quốc Montenegro                 | Thân vương quốc Montenegro | Thân vương quốc Montenegro | Thân vương quốc Montenegro | Thân vương quốc Montenegro  |
| --------------------------------- | -------------------------- | ------------------------------------------ | -------------------------- | -------------------------- | -------------------------- | --------------------------- |
| 1                                 |                            | Công tước Božo Petrović-Njegoš (1846–1929) | 20 tháng 3 năm 1879        | 19 tháng 12 năm 1905       | 26 năm,272 ngày            | Trung lập                   |
| 2                                 | không khung                | Lazar Mijušković (1867–1936)               | 19 tháng 12 năm 1905       | 24 tháng 11 năm 1906       | 340 ngày                   | Đảng vì Nhân dân Chân chính |
| 3                                 | không khung                | Marko Radulović (1866–1935)                | 24 tháng 11 năm 1906       | 1 tháng 2 năm 1907         | 69 ngày                    | Đảng Nhân dân               |
| 4                                 | không khung                | Andrija Radović (1872–1947)                | 1 tháng 2 năm 1907         | 17 tháng 4 năm 1907        | 75 ngày                    | Đảng Nhân dân               |
| 5                                 | không khung                | Lazar Tomanović (1845–1932)                | 17 tháng 4 năm 1907        | 28 tháng 8 năm 1910        | 3 năm, 132 ngày            | Trung lập                   |
| Vương quốc Montenegro             |                            |                                            |                            |                            |                            |                             |
| (5)                               | không khung                | Lazar Tomanović (1845–1932)                | 28 tháng 8 năm 1910        | 19 tháng 6 năm 1912        | 1 năm, 295 ngày            | Trung lập                   |
| 6                                 | không khung                | Công tước Mitar Martinović (1870–1954)     | 19 tháng 6 năm 1912        | 8 tháng 5 năm 1913         | 323 ngày                   | Đảng vì Nhân dân Chân chính |
| 7                                 | không khung                | Chuẩn tướng Janko Vukotić (1866–1927)      | 8 tháng 5 năm 1913         | 16 tháng 7 năm 1915        | 2 năm, 68 ngày             | Trung lập                   |
| 8                                 | không khung                | Tướng Milo Matanović (1879–1955)           | 16 tháng 7 năm 1915        | 2 tháng 1 năm 1916         | 170 ngày                   | Trung lập                   |
| (2)                               | không khung                | Lazar Mijušković (1867–1936)               | 2 tháng 1 năm 1916         | 25 tháng 1 năm 1916        | 23 ngày                    | Đảng vì Nhân dân Chân chính |
| Chính phủ lưu vong của Montenegro |                            |                                            |                            |                            |                            |                             |
| (2)                               | không khung                | Lazar Mijušković (1867–1936)               | 25 tháng 1 năm 1916        | 12 tháng 6 năm 1916        | 108 ngày                   | Đảng vì Nhân dân Chân chính |
| (4)                               | không khung                | Andrija Radović (1872–1947)                | 12 tháng 5 năm 1916        | 17 tháng 1 năm 1917        | 245 ngày                   | Đảng Nhân dân               |
| (8)                               | không khung                | Tướng Milo Matanović (1879–1955)           | 17 tháng 1 năm 1917        | 11 tháng 6 năm 1917        | 150 ngày                   | Trung lập                   |
| 9                                 | không khung                | Evgenije Popović (1842–1931)               | 11 tháng 6 năm 1917        | 17 tháng 2 năm 1919        | 1 năm, 249 ngày            | Trung lập                   |
| 10                                | không khung                | Tướng Anto Gvozdenović (1853–1935)         | 17 tháng 2 năm 1919        | 1 tháng 3 năm 1921         | 2 năm, 12 ngày             | Trung lập                   |
| 11                                | không khung                | Jovan Plamenac (1873–1944)                 | 1 tháng 3 năm 1921         | 13 tháng 1 năm 1922        | 318 ngày                   | Đảng vì Nhân dân Chân chính |
| 12                                | không khung                | Tướng Milutin Vučinić (1869–1922)          | 13 tháng 1 năm 1922        | 13 tháng 2 năm 1922        | 31 ngày                    | Đảng vì Nhân dân Chân chính |
| (10)                              | không khung                | Tướng Anto Gvozdenović (1853–1935)         | 13 tháng 2 năm 1922        | 13 tháng 7 năm 1922        | 150 ngày                   | Trung lập                   |

### Thời kỳ Xã hội Chủ nghĩa
Đảng Cộng sản Nam Tư/Montenegro Cộng sản Liên đoàn
| Người đứng đầu Chính phủ          | Người đứng đầu Chính phủ | Tên (Năm sinh–Năm mất)            | Nhiệm kỳ làm việc        | Nhiệm kỳ làm việc        | Nhiệm kỳ làm việc     | Đảng phái chính trị                                          |
| Người đứng đầu Chính phủ          | Người đứng đầu Chính phủ | Tên (Năm sinh–Năm mất)            | Bắt đầu nhiệm sở         | Kết thúc nhiệm sở        | Thời gian tại nhiệm   | Đảng phái chính trị                                          |
| Thứ trưởng Montenegro             | Thứ trưởng Montenegro    | Thứ trưởng Montenegro             | Thứ trưởng Montenegro    | Thứ trưởng Montenegro    | Thứ trưởng Montenegro | Thứ trưởng Montenegro                                        |
| --------------------------------- | ------------------------ | --------------------------------- | ------------------------ | ------------------------ | --------------------- | ------------------------------------------------------------ |
| N/A                               |                          | Milovan Đilas (1911–1995)         | 7 tháng 3 năm 1945       | 17 tháng 4 năm 1945      | 41 ngày               | Đảng Cộng sản Nam Tư                                         |
| Thủ tướng Cộng hòa Bắc Montenegro |                          |                                   |                          |                          |                       |                                                              |
| N/A                               |                          | Tướng Blažo Jovanović (1907–1976) | 17 tháng 4 năm 1945      | 4 tháng năm 1953         | 7 năm, 291 ngày       | Đảng Cộng sản Nam Tư (đổi tên) Montenegro Cộng sản Liên đoàn |
| Chủ tịch Hội đồng Điều hành       |                          |                                   |                          |                          |                       |                                                              |
| 1 (13)                            |                          | Tướng Blažo Jovanović (1907–1976) | 4 tháng 2 năm 1953       | 16 tháng 12 năm 1953     | 315 ngày              | Montenegro Cộng sản Liên đoàn                                |
| 2 (14)                            | không khung              | Filip Bajković (1910–1985)        | 16 tháng 12 năm 1953     | 12 tháng 7 năm 1962      | 8 năm,208 ngày        | Montenegro Cộng sản Liên đoàn                                |
| 3 (15)                            | không khung              | Đorđije Pajković (1917–1980)      | 12 tháng 7 năm 1962      | 25 tháng 6 năm 1963      | 348 ngày              | Montenegro Cộng sản Liên đoàn                                |
| 4 (16)                            |                          | Veselin Đuranović (1925–1997)     | ngày 25 tháng 6 năm 1963 | ngày 8 tháng 12 năm 1966 | 3 năm, 165 ngày       | Montenegro Cộng sản Liên đoàn                                |
| 5 (17)                            | không khung              | Mijuško Šibalić (1915–1995)       | 8 tháng 12 năm 1966      | 5 tháng 5 năm 1967       | 148 ngày              | Montenegro Cộng sản Liên đoàn                                |
| 6 (18)                            |                          | Vidoje Žarković (1927–2000)       | 5 tháng 5 năm 1967       | 7 tháng 10 năm 1969      | 2 năm, 154 ngày       | Montenegro Cộng sản Liên đoàn                                |
| 7 (19)                            |                          | Žarko Bulajić (1922–2009)         | 7 tháng 10 năm 1969      | 6 tháng 5 năm 1974       | 4 năm, 211 ngày       | Montenegro Cộng sản Liên đoàn                                |
| 8 (20)                            |                          | Marko Orlandić (1930–2019)        | 6 tháng 5 năm 1974       | 28 tháng 4 năm 1978      | 3 năm, 356 ngày       | Montenegro Cộng sản Liên đoàn                                |
| 9 (21)                            | không khung              | Momčilo Cemović (1928–2001)       | 28 tháng 4 năm 1978      | 7 tháng 5 năm 1982       | 4 năm, 9 ngày         | Montenegro Cộng sản Liên đoàn                                |
| 10 (22)                           | không khung              | Radivoje Brajović (1935–)         | 7 tháng 5 năm 1982       | 6 tháng 6 năm 1986       | 4 năm, 30 ngày        | Montenegro Cộng sản Liên đoàn                                |
| 11 (23)                           |                          | Vuko Vukadinović (1937–1993)      | 6 tháng 6 năm 1986       | 29 tháng 3 năm 1989      | 2 năm, 296 ngày       | Montenegro Cộng sản Liên đoàn                                |
| 12 (24)                           |                          | Radoje Kontić (1937–)             | 29 tháng 3 năm 1989      | 15 tháng 2 năm 1991      | 1 năm, 321 ngày       | Montenegro Cộng sản Liên đoàn                                |

### Thời kỳ Cộng hòa
Đảng Xã hội Dân chủ Montenegro      Liên minh Hành động Cải cách      Không đảng phái      Phong trào Châu Âu Hiện tại
| Người đứng đầu Chính phủ | Người đứng đầu Chính phủ | Tên (Năm sinh–Năm mất)        | Thời gian được bầu  | Nhiệm kỳ làm việc    | Nhiệm kỳ làm việc    | Nhiệm kỳ làm việc   | Đảng phái chính trị          |
| Người đứng đầu Chính phủ | Người đứng đầu Chính phủ | Tên (Năm sinh–Năm mất)        | Thời gian được bầu  | Bắt đầu nhiệm sở     | Kết thúc nhiệm sở    | Thời gian tại nhiệm | Đảng phái chính trị          |
| Cộng hòa Montenegro      | Cộng hòa Montenegro      | Cộng hòa Montenegro           | Cộng hòa Montenegro | Cộng hòa Montenegro  | Cộng hòa Montenegro  | Cộng hòa Montenegro | Cộng hòa Montenegro          |
| Thủ tướng                | Thủ tướng                | Thủ tướng                     | Thủ tướng           | Thủ tướng            | Thủ tướng            | Thủ tướng           | Thủ tướng                    |
| ------------------------ | ------------------------ | ----------------------------- | ------------------- | -------------------- | -------------------- | ------------------- | ---------------------------- |
| 1 (25)                   |                          | Milo Đukanović (1962–)        | 1990 1992 1996      | 15 tháng 2 năm 1991  | 5 tháng 2 năm 1998   | 6 năm, 355 ngày     | Đảng Xã hội Dân chủ          |
| 2 (26)                   |                          | Filip Vujanović (1954–)       | 1998 2001           | 5 tháng 2 năm 1998   | 8 tháng 1 năm 2003   | 4 năm, 337 ngày     | Đảng Xã hội Dân chủ          |
| (1) (25)                 |                          | Milo Đukanović (1962–)        | 2002                | 8 tháng 1 năm 2003   | 21 tháng 5 năm 2006  | 3 năm, 134 ngày     | Đảng Xã hội Dân chủ          |
| Montenegro hiện nay      |                          |                               |                     |                      |                      |                     |                              |
| Thủ tướng                |                          |                               |                     |                      |                      |                     |                              |
| (1) (25)                 |                          | Milo Đukanović (1962–)        | —                   | 21 tháng 5 năm 2006  | 10 tháng 11 năm 2006 | 173 ngày            | Đảng Xã hội Dân chủ          |
| 3 (27)                   | không khung              | Željko Šturanović (1960–2014) | 2006                | 10 tháng 11 năm 2006 | 29 tháng 2 năm 2008  | 1 năm, 110 ngày     | Đảng Xã hội Dân chủ          |
| (1) (25)                 |                          | Milo Đukanović (1962–)        | 2009                | 29 tháng 2 năm 2008  | 29 tháng 12 năm 2010 | 2 năm, 304 ngày     | Đảng Xã hội Dân chủ          |
| 4 (28)                   |                          | Igor Lukšić (1976–)           | —                   | 29 tháng 12 năm 2010 | 4 tháng 12 năm 2012  | 1 năm, 339 ngày     | Đảng Xã hội Dân chủ          |
| (1) (25)                 |                          | Milo Đukanović (1962–)        | 2012                | 4 tháng 12 năm 2012  | 28 tháng 11 năm 2016 | 3 năm, 358 ngày     | Đảng Xã hội Dân chủ          |
| 5 (29)                   |                          | Duško Marković (1959–)        | 2016                | 28 tháng 11 năm 2016 | 4 tháng 12 năm 2020  | 4 năm, 9 ngày       | Đảng Xã hội Dân chủ          |
| 6 (30)                   | không khung              | Zdravko Krivokapić (1958–)    | 2020                | 4 tháng 12 năm 2020  | 28 tháng 4 năm 2022  | 1 năm, 145 ngày     | Trung lập Ne damo Crnu Goru  |
| 7 (31)                   | không khung              | Dritan Abazović (1985–)       | —                   | 28 tháng 4 năm 2022  | 31 tháng 10 năm 2023 | 1 năm, 186 ngày     | Liên minh Hành động Cải cách |
| 8 (32)                   | không khung              | Milojko Spajić (1987–)        | 2023                | 31 tháng 10 năm 2023 | Tại nhiệm            | 1 năm, 182 ngày     | Phong trào Châu Âu Hiện tại  |

## Danh sách các thủ tướng còn sống đến hiện tại
Hiện còn 7 thủ tướng Montenegro còn sống, cụ thể là:
| Tên                | Nhiệm kỳ                                   | Ngày sinh            |
| ------------------ | ------------------------------------------ | -------------------- |
| Radivoje Brajović  | 1982–1986                                  | 11 tháng 1 năm 1935  |
| Radoje Kontić      | 1989–1991                                  | 31 tháng 5 năm 1937  |
| Milo Đukanović     | 1991–1998, 2003–2006, 2008–2010, 2012–2016 | 15 tháng 2 năm 1962  |
| Filip Vujanović    | 1998–2003                                  | 1 tháng 9 năm 1954   |
| Igor Lukšić        | 2010–2012                                  | 14 tháng 6 năm 1976  |
| Duško Marković     | 2016–2020                                  | 6 tháng 7 năm 1959   |
| Zdravko Krivokapić | 2020–2022                                  | 2 tháng 9 năm 1958   |
| Dritan Abazović    | 2022–2023                                  | 25 tháng 12 năm 1985 |

Thủ tướng mất gần đây nhất của Montenegro là Željko Šturanović (2006–2008). Ông mất vào ngày 30 tháng 6 năm 2014 tại Paris, Cộng hòa Pháp.